# Prochowice

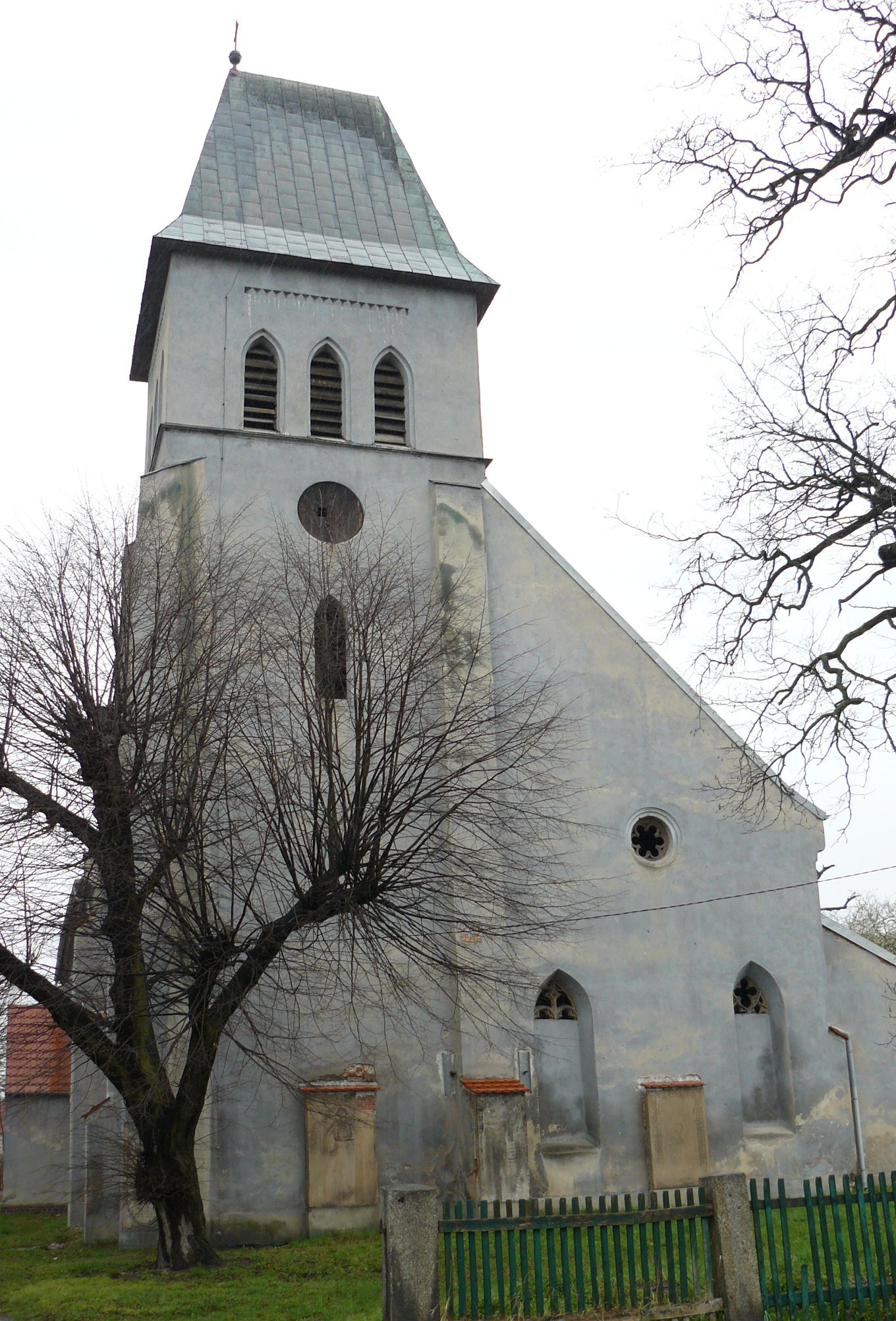
St.-Andreas-Kirche

Prochowice (deutsch: Parchwitz) ist eine Stadt in der Stadt- und Landgemeinde Prochowice im Powiat Legnicki der Woiwodschaft Niederschlesien in Polen.

## Geographie
Prochowice liegt 15 Kilometer nordöstlich von Legnica (Liegnitz) und 45 Kilometer nordwestlich von Breslau an der Katzbach, vor ihrer Mündung in die Oder.

## Geschichte

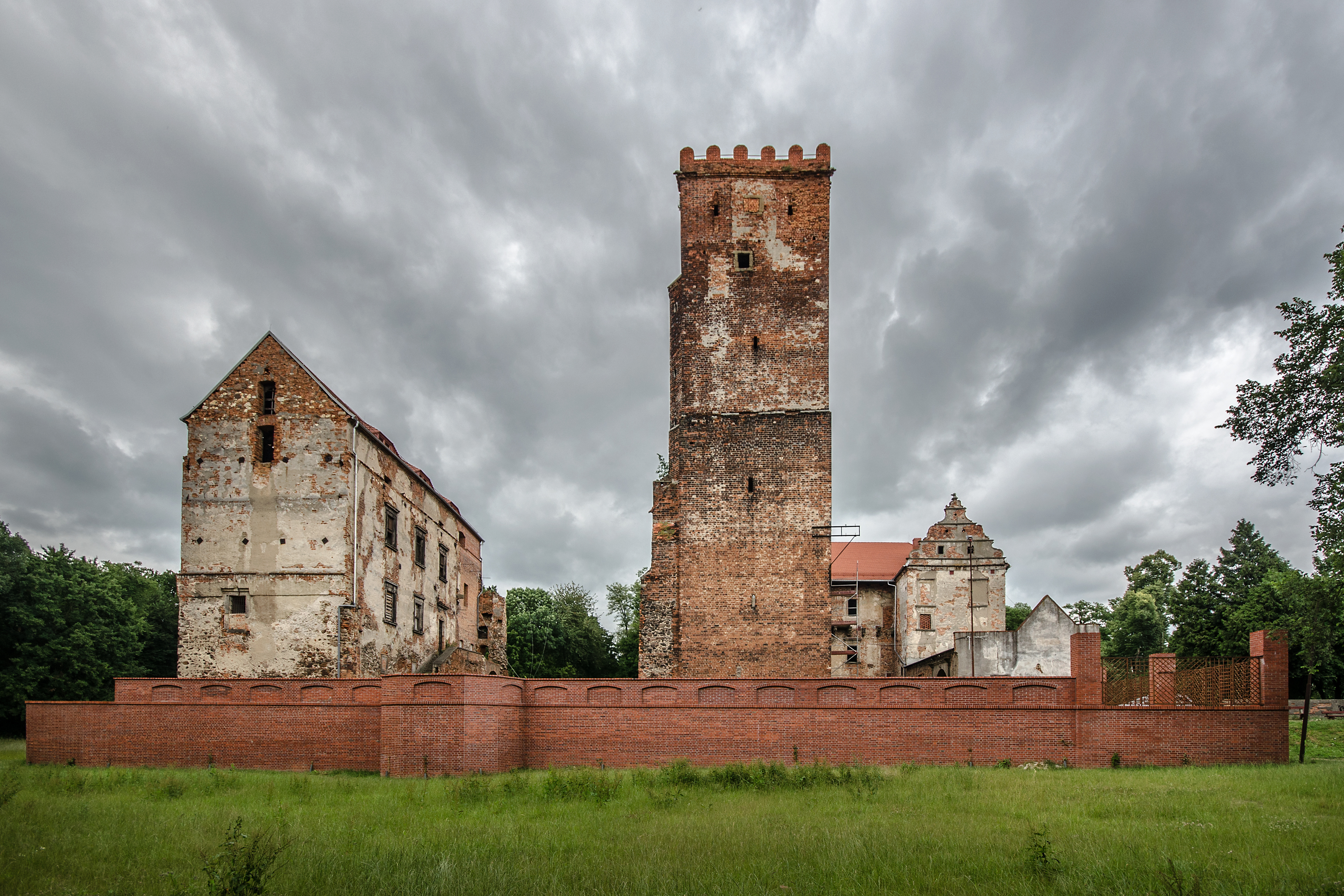
Schloss Parchwitz

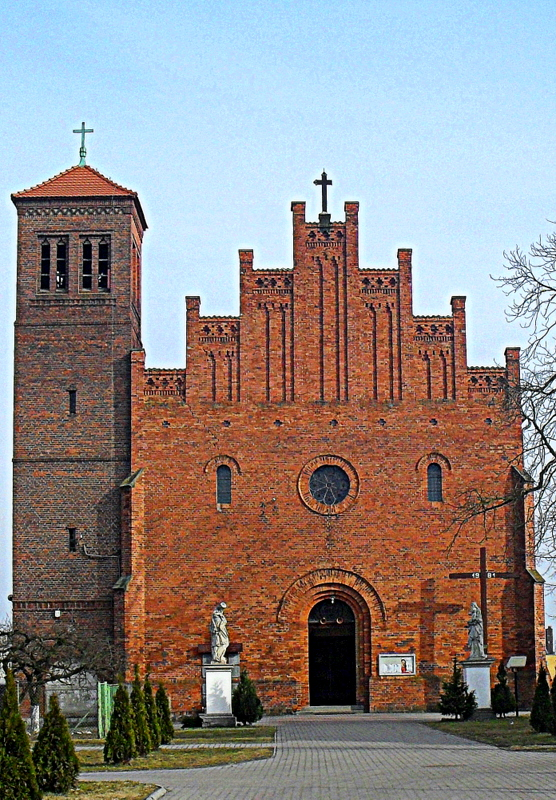
Johannes-der-Täufer-Kirche

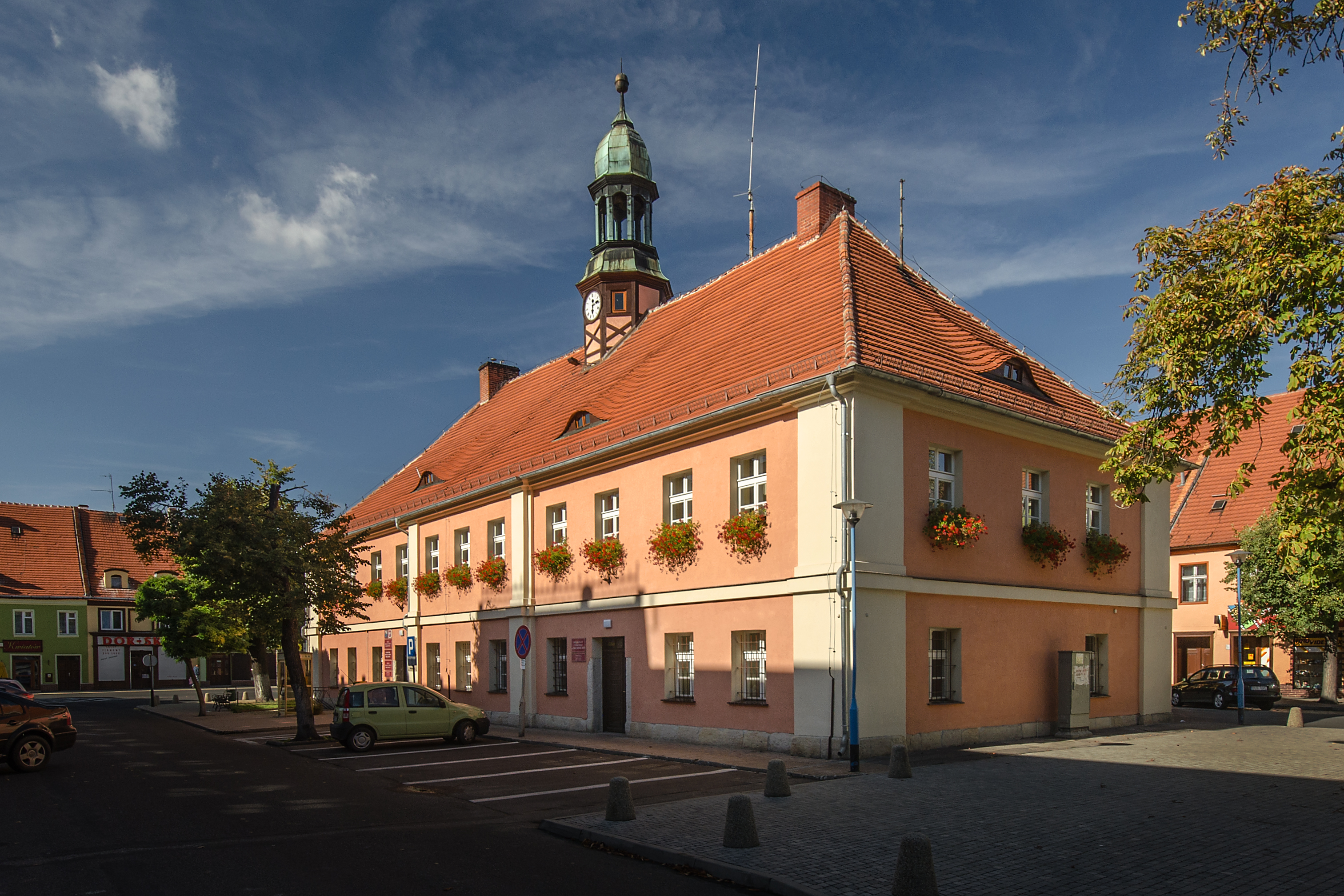
Rathaus am Ring

Im 13. Jahrhundert entstand eine städtische Siedlung an den Verkehrswegen von Breslau nach Glogau und Görlitz, die bereits seit 1217 über eine Kirche verfügte. Im Jahr 1280 erhielt Parchwitz das Stadtrecht, das 1293 von Herzog Bolko I. von Schweidnitz bestätigt wurde. Zur Wende des 13. zum 14. Jahrhundert entstand auf dem linken Katzbachufer eine Burg. Das Herzogtum Liegnitz, dem Parchwitz angehörte, löste sich 1329 von Polen und unterstellte sich der Krone Böhmen.
Von vielen Besitzerwechseln begleitet, gelangte die Stadt zu gewissem Wohlstand. Handwerk und Landwirtschaft waren von Bedeutung. Von 1374 bis 1814 besaß Parchwitz das Salzhandelmonopol für die Gegend. 1424 wurde das örtliche Rathaus erwähnt und 1426 der Steinbau der Andreaskirche fertiggestellt. Nach der Verwüstung durch die Hussiten am 11. Oktober 1428 wurde Pachwitz von 1430 bis 1450 ummauert. In die Stadtmauer waren fünf Zugänge eingelassen: Das Breslauer, Liegnitzer, Glogauer und Wohlauer Tor sowie die Brauhauspforte. 1484 wurde die Begräbniskirche St. Spirito erwähnt.
Mit Böhmen kam Schlesien 1526 unter die Herrschaft der katholischen Habsburger und nach dem Aussterben der Liegnitz-Brieger Piasten 1675 ging die Gegend und das Herzogsschloss in ihren Besitz über. In Pachwitz selbst hatte sich, von den Herzögen von Liegnitz-Brieg gefördert, die Reformation durchgesetzt – die Pfarrkirche war 1556 evangelisch geworden, musste dann jedoch 1700 an die Katholiken zurückgegeben werden. Mit der Altranstädter Konvention 1707 wurde sie dann aber wieder evangelisch, gleichzeitig wurde eine neue katholische Kirche mit Schule gebaut. Im Dreißigjährigen Krieg wurde Parchwitz 1642 auf Befehl des schwedischen Feldherrn Lennart Torstensson geplündert und niedergebrannt. Ein weiterer Stadtbrand wütete 1683. Schließlich dezimierte eine Cholera-Epidemie im Jahre 1658 die Einwohnerzahl der Stadt.
Nach dem Ersten Schlesischen Krieg fiel Parchwitz an Preußen und wurde in den Kreis Schweidnitz eingegliedert. 1816 wurde es dem neuen Landkreis Liegnitz zugeteilt, dessen einzige Stadt Parchwitz neben Liegnitz war. Im 18. Jahrhundert erlebte die Stadt einen Aufschwung. Nach dem Stadtbrand von 1769 erfolgte bis 1770 mit Unterstützung König Friedrichs des Großen der Wiederaufbau. Es wurden das Rathaus mit Wache, Stadtwaage und Ratskeller sowie 46 Häuser massiv aus Stein errichtet. 1784 folgte der Bau einer Wasserleitung.
Aus der Stadtchronik geht hervor, dass Parchwitz von 1806 bis 1808 im Zuge der Napoleonischen Kriege von 75.000 Soldaten durchzogen wurde und im Jahre 1813 in den hierfür errichteten Kasernen fast 10.000 Soldaten stationiert waren. Im 19. Jahrhundert dauerte der wirtschaftliche Aufschwung der Stadt an, die Stadtmauern wurden geschleift, 1898 wurde die Eisenbahnstrecke Liegnitz–Steinau eröffnet, zahlreiche Betriebe entstanden. Seit 1838 war die katholische Kirche unnutzbar, weshalb die katholische Gemeinde die evangelische Begräbniskirche nutzte und 1847 die neugotische Kirche St. Johannes Baptist an anderer Stelle erbaute. Am Anfang des 20. Jahrhunderts hatte Parchwitz zwei evangelische und eine katholische Kirche, ein Schloss, ein Amtsgericht und Gerberei-Betriebe.
Nach Beendigung der Kampfhandlungen des Zweiten Weltkriegs wurde Parchwitz 1945 seitens der sowjetischen Besatzungsmacht der Volksrepublik Polen zur Verwaltung überlassen. Die polnische Administration verwaltete die Stadt unter dem Namen Prochowice. In der Folgezeit wurde die einheimische Bevölkerung von der polnischen Administration aus Parchwitz vertrieben oder an der Rückkehr gehindert.
Die Stadt wurde der Woiwodschaft Breslau zugeteilt. Die Betriebe vor allem der Leder- und Lebensmittelindustrie wurden nach Kriegsende wiederauf- und ausgebaut. Von 1975 bis 1998 war Prochowice Teil der Woiwodschaft Legnica und seither der neugebildeten Woiwodschaft Niederschlesien.

### Demographie
| Jahr | Einwohner | Anmerkungen |
| ---- | --------- | --- |
| 1803 | 0784      | [ 5 ] |
| 1810 | 0833      | [ 5 ] |
| 1816 | 0798      | davon 644 Evangelische und 154 Katholiken |
| 1818 | 0935      | Stadt mit zwei Mutterkirchen |
| 1821 | 1001      | in 120 Privatwohnhäusern |
| 1825 | 1081      | in 121 Wohnhäusern; darunter 194 Katholiken und drei Juden |
| 1840 | 1217      | in 126 Wohnhäusern; davon 1018 Evangelische, 191 Katholiken und acht Juden |
| 1852 | 1413      | [ 8 ] |
| 1867 | 1406      | am 3. Dezember; davon 1283 im Stadtbezirk und 123 im Schloss-Gutsbezirk |
| 1871 | 1488      | am 1. Dezember; davon 1370 im Stadtbezirk (1040 Evangelische, 312 Katholiken, neun sonstige Christen und neun Juden) und 118 im Schloss-Gutsbezirk (103 Evangelische, 15 Katholiken) |
| 1905 | 2184      | am 1. Dezember; davon 2069 im Stadtbezirk, darunter 1550 Evangelische (1543 mit deutscher Muttersprache, vier mit polnischer Muttersprache, eine Person spricht eine andere Sprache, und zwei Personen sprechen Deutsch und eine andere Sprache) und 512 Katholiken (498 mit deutscher Muttersprache, fünf mit polnischer Muttersprache, sechs Katholiken sprechen eine andere Sprache, und drei Katholiken sprechen Deutsch und eine andere Sprache), sowie 115 im Schloss-Gutsbezirk, darunter 78 Evangelische (sämtlich mit deutscher Muttersprache) und 37 Katholiken (33 mit deutscher und drei mit polnischer Muttersprache, ein Katholik spricht Deutsch und eine andere Sprache) |
| 1910 | 2204      | am 1. Dezember, davon 2100 im Stadtbezirk und 104 im Schloss-Gutsbezirk |
| 1933 | 2572      | [ 12 ] |
| 1939 | 2800      | [ 12 ] |

## Sehenswürdigkeiten
- Das Rathaus am Ring wurde 1642 erbaut und erhielt seine heutige Form 1769. Auf dem Walmdach befindet sich ein Dachreiter mit Zwiebelhaube. Der Ring und die von hier abzweigenden Straßen werden von zumeist zweistöckigen, traufständigen Häusern aus dem 18. und 19. Jahrhundert gesäumt. Das älteste Wohnhaus der Stadt ist ein giebelständiges Gebäude am Ring, das von einer Büste mit der Jahreszahl 1588 bekrönt wird.
- Schloss Parchwitz
- St.-Andreas-Kirche
- Johannes-der-Täufer-Kirche

## Partnerschaften
Prochowice unterhält eine Partnerschaft mit Warburg, Nordrhein-Westfalen.

## Wappen
In von Silber und Blau geteiltem Schild ein goldener Hase, der von Leibesmitte in einen silbernen Fischschwanz ausläuft. Laut Dr. Friedrich Vetter nahm der Ritter Peter von Parchwitz den „Fischhasen“ im Jahre 1263 als Wappen an. Es soll an die ertragreichen Wälder und Flüsse der Gegend erinnern. Otto Hupp gab 1898 das Wappen der Stadt noch als goldenen „Fischhasen“ auf rotem Schild wieder. Der spätere Bürgermeister Walter Stein änderte die Farbgebung in Blau-Weiß und knüpfte damit an die Farben der historischen Stadtfahne an, die seit 1800 am Rathaus hing.

## Verkehr
Durch Prochowice verlaufen die Staatsstraßen DK 94 Strzelno–Krakau und die DK 36 in westlicher Richtung nach Lubin und von dort nach Ostrów Wielkopolski im Nordosten.

## Gemeinde
Die Stadt- und Landgemeinde Prochowice gliedert sich neben dem gleichnamigen Hauptort in folgende Ortsteile:
- Cichobórz (Überschau)
- Dąbie (Dahme)
- Golanka Dolna (Nieder Heidau)
- Gromadzyń (Herrndorf)
- Kawice (Koitz)
- Kwiatkowice (Alt Läst)
- Lisowice (Leschwitz)
- Mierzowice (Merschwitz)
- Motyczyn (Möttig)
- Rogów Legnicki (Rogau)
- Szczedrzykowice (Spittelndorf)
- Szczedrzykowice-Stacja (Kolonie am Bahnhof)

## Städtepartnerschaften
- Warburg, Deutschland

## Söhne und Töchter der Stadt
- Max Fiedler (1868–1924), Kantor und Komponist
- Jan Šołta (1921–2004), Historiker und Wirtschaftswissenschaftler
- Gerhard Kaske (1925–2019), Chemiker, Physiker und Heimatforscher
- Detlev Poguntke (* 1945), Mathematiker
- Elżbieta Szmytka (* 1956), Opernsängerin